# S7 Airlines
OJSC Siberia Airlines (tiếng Nga: ОАО «Авиакомпания" Сибирь "» "ОАО Aviakompania Sibir"), hoạt động với tên S7 Airlines là một hãng hàng không đặt trụ sở chính tại Ob, tỉnh Novosibirsk, Nga với các văn phòng tại Moscow. S7 Airlines là hãng hàng không của Nga đang phát triển nhanh nhất và gần đây đã vượt qua Aeroflot để trở thành hãng hàng không nội địa lớn nhất của Nga và hãng hàng không bay quốc tế lớn thứ nhì của Nga.
S7 phục vụ các chuyến bay chở khách thường lệ đến các điểm đến ở Nga, cũng như các tuyến bay quốc tế Armenia, Áo, Azerbaijan, Bulgaria, Trung Quốc, Ai Cập, Georgia, Đức, Ireland, Israel, Kazakhstan, Kyrgyzstan, Moldova, Montenegro, Hàn Quốc, Tây Ban Nha, Tajikistan, Thái Lan, Thổ Nhĩ Kỳ, Turkmenistan, Uzbekistan, Ukraina và Các tiểu vương quốc Ả Rập thống nhất, Việt Nam. Cơ sở chính và trung tâm của nó là sân bay quốc tế Domodedovo (DME), Moscow và sân bay Tolmachevo (OVB), Novosibirsk, với một trung tâm nữa tại sân bay quốc tế Irkutsk (IKT), Irkutsk. Hãng có mạng lưới bay nội địa lớn nhất ở nước Nga.
Siberia Airlines được thành lập tháng 5 năm 1992 tại Ob, Nga.
Tolmachevo Kỳ Avia Squadron (tiếng Nga: Толмачевский объединенный авиаотряд) có lịch sử từ ngày 12 tháng 7 năm 1957 khi nó thực hiện chuyến bay đầu tiên từ Moscow tới Novosibirsk. Sibir Airlines đã được hình thành xung quanh phi đội này. Kể từ năm 2005 Sibir bay dưới thương hiệu hãng hàng không S7. Chuyến bay quốc tế đầu tiên là vào năm 1991 đến Cáp Nhĩ Tân, Trung Quốc.
Năm 1994, hãng hàng không gia nhập IATA. Cũng trong năm 1994, công ty đã trở thành công ty cổ phần mở và bắt đầu tuyến đường quốc tế đầu tiên của nó (với tên Siber Airlines) từ Novosibirsk đến Frankfurt, Đức.
Trong nửa đầu của thập niên 1990, Siberia Airlines là một hãng hàng không khu vực quy mô trung bình như nhiều hãng hàng không khác được tạo ra từ Aeroflot cũ. Nó chủ yếu tập trung trên các chuyến bay nội địa từ Novosibirsk. Tuy nhiên, vào cuối thập kỷ này, hãng bắt đầu mở rộng tích cực trong thị trường nội địa của Nga.

## Thỏa thuận chia sẻ
- American Airlines
- Aegean Airlines
- Azerbaijan Airlines
- Air Astana
- Air Moldova
- All Nippon Airways
- Asiana Airlines
- Belavia
- British Airways
- Cathay Pacific
- Cyprus Airways
- El Al
- Emirates
- Etihad Airways
- Hainan Airlines
- Iberia Airlines
- NordStar
- Qatar Airways
- Royal Air Maroc
- Royal Jordanian
- Singapore Airlines
- TAP Air Portugal
- Uzbekistan Airways
- Yamal Airlines

## Đội bay

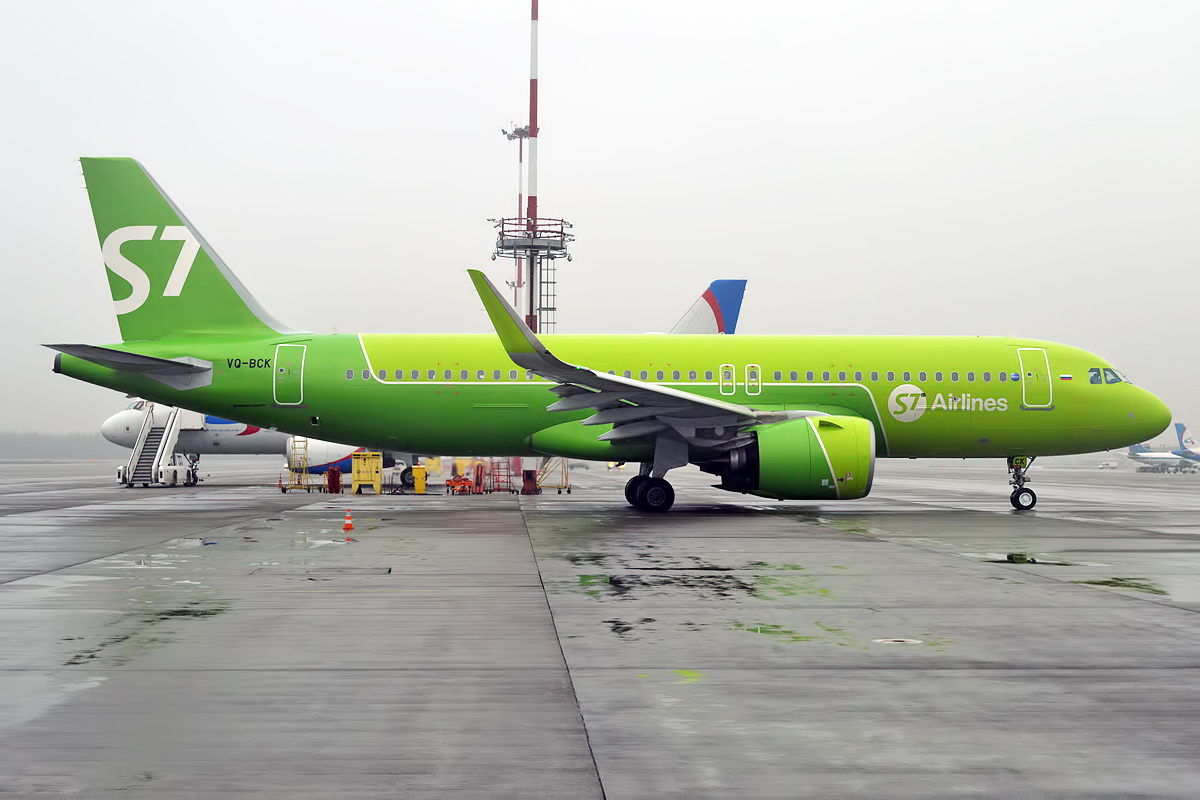
Airbus A320neo

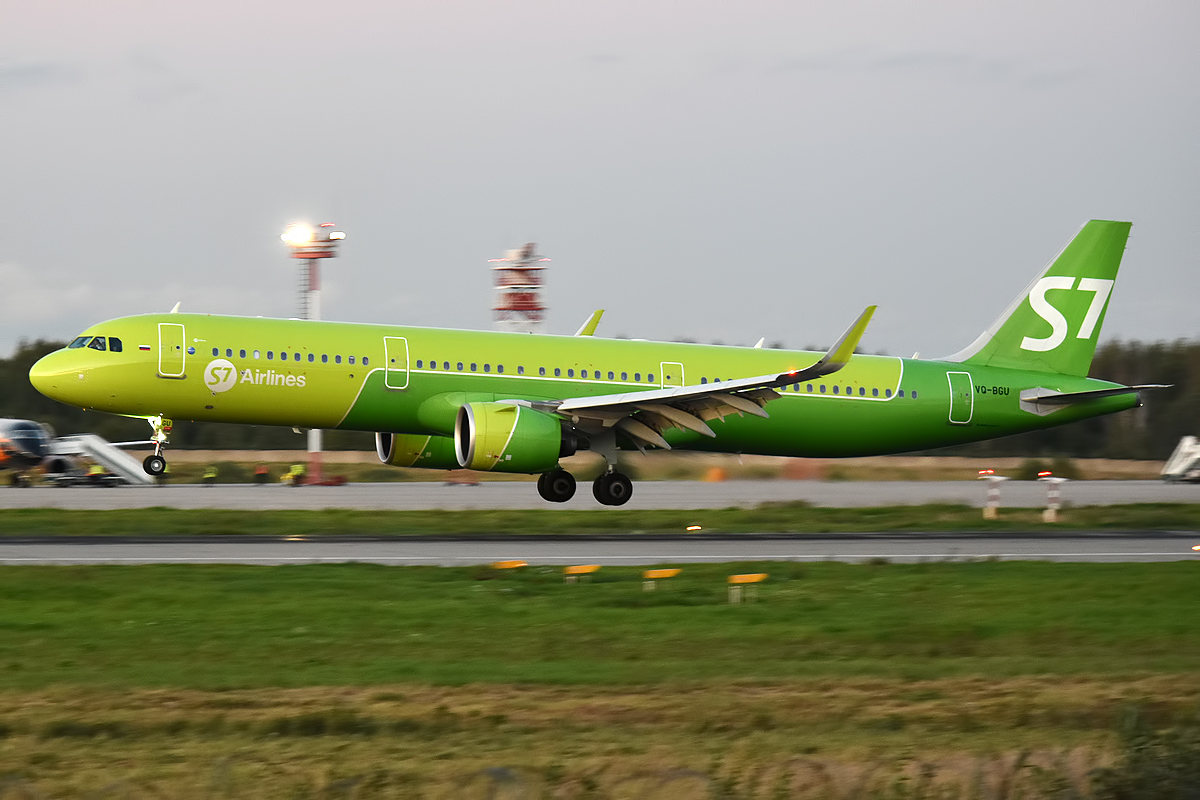
Airbus A321neo

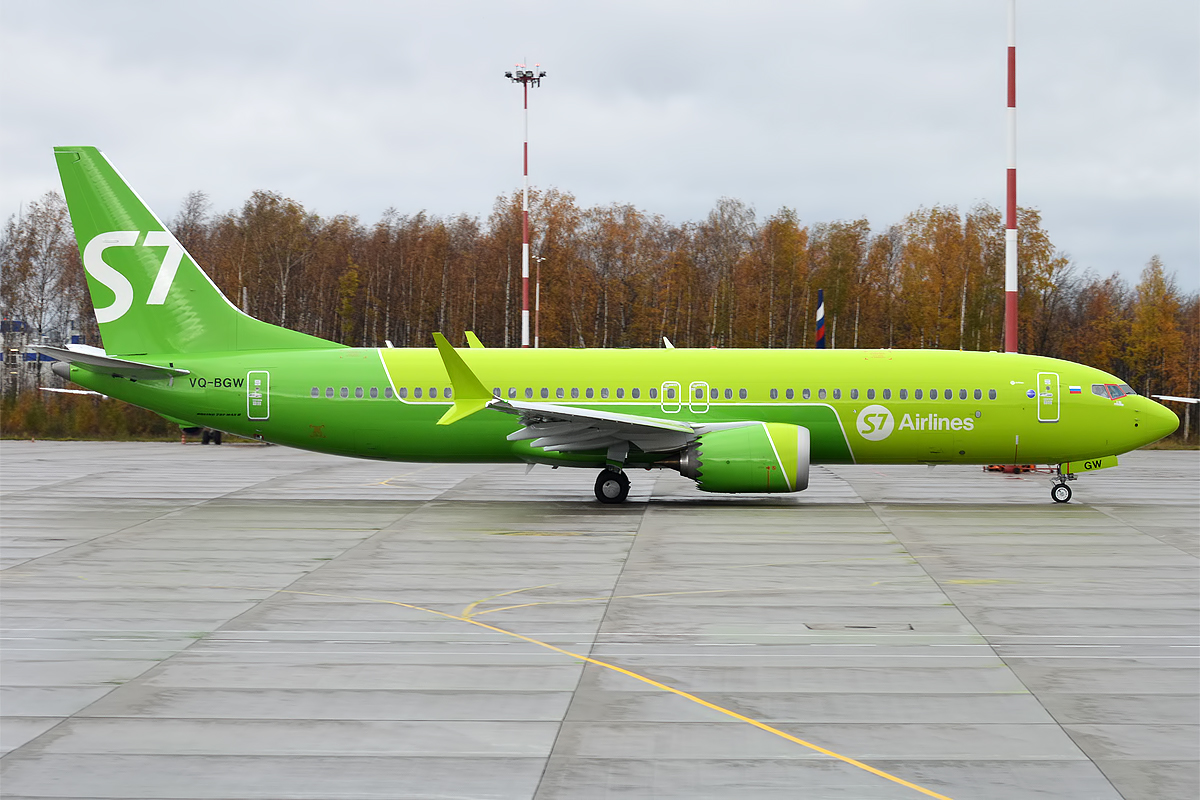
Boeing 737 MAX 8

Tính đén tháng 9/2020:
| Máy bay                      | Đang vận hành | Đặt hàng | Hành khách | Hành khách | Hành khách | Ghi chú                       |
| Máy bay                      | Đang vận hành | Đặt hàng | B          | E          | Total      | Ghi chú                       |
| ---------------------------- | ------------- | -------- | ---------- | ---------- | ---------- | ----------------------------- |
| Airbus A319                  | 7             | —        | —          | 144        | 144        | 1 chiếc sơn logo Oneworld     |
| Airbus A320                  | 17            | —        | 8          | 150        | 158        | 1 chiếc sơn logo hybrid-retro |
| Airbus A320                  | 17            | —        | —          | 174        | 174        | 1 chiếc sơn logo hybrid-retro |
| Airbus A320neo               | 28            | —        | 8          | 156        | 164        |                               |
| Airbus A321-200              | 8             | —        | 8          | 189        | 197        |                               |
| Airbus A321-200              | 8             | —        | 8          | 190        | 198        |                               |
| Airbus A321neo               | 4             | —        | 8          | 195        | 203        |                               |
| Boeing 737-800               | 20            | —        | 8          | 168        | 176        | 1 chiếc sơn logo Oneworld     |
| Boeing 737 MAX 8             | 2             | 9        | 8          | 168        | 176        |                               |
| Embraer 170                  | 17            | —        | —          | 78         | 78         |                               |
| Đội bay chở hàng S7 Airlines |               |          |            |            |            |                               |
| Boeing 737-800BCF            | 2             | —        | Cargo      | Cargo      | Cargo      | Giao hàng tháng 2/2021        |
| Tổng cộng                    | 105           | 9        |            |            |            |                               |